# Imants Bodnieks
Imants Bodnieks (nascido em 20 de maio de 1941) é um ex-ciclista soviético.
Bodnieks competiu para a União Soviética em três edições dos Jogos Olímpicos (Roma 1960, Tóquio 1964 e Cidade do México 1968), dos quais conquistou uma medalha de prata em 1964.